# Eupithecia albicristulata
Euphitecia albicristulata es una especie de polilla de la familia Geometridae. La especie fue descrita por primera vez por Louis Beethoven Prout habiendo sido descrita en 1922, con distribución en Sudáfrica. El holotipo de la especie fue descrita en la Provincia de KwaZulu-Natal descrita en los alrededores de Nkandshla.

## Descripción
Tiene una envergadura de 19 milímetros (0,7 plg). El rostro es de color canela rojizo opaco. El palpo es opaco, con algunas salpicaduras pálidas. El occipucio es marrón. Tórax al frente es marrón rojizo con una mezcla oscura, por lo demás más pálido. El abdomen dorsalmente marrón, con algunas escamas blanquecinas en los extremos de sus segmentos, con crestas diminutas, y puntas blancas. Ventralmente es color canela, volviéndose nuevamente marrón hacia el medio.
El ala anterior es de color gris blanquecino, mayormente oscurecida por infusiones de un tono más ferruginoso a lo largo de las venas distalmente hasta la base. El margen costal tiene manchas oscuras con una banda pálida mal definida alrededor del medio, atravesada por tres líneas blanquecinas crenuladas, excesivamente finas y ligeramente interrumpidas, interrumpidas por diminutos puntos blanquecinos en las venas. El ala trasera en su mayoría de color gris blanquecino con matices más oscuros.